# Едвин Мантојфел
Едвин Мантојфел (Дрезден, 24. фебруар 1809 — Карлове Вари, 17. јун 1885) је био немачки фелдмаршал.

## Биографија
У Пруско-аустријском рату успешно командује пруском Мајнском армијом. У Немачко-француском рату са 1. корпусом бележи успехе код Колонбе, Нујија и Ноасвила. На челу 1. армије одбацио је француску северну армију код Амијена и водио са њом нерешену битку на реци Алији. Као командант Јужне армије, присилио је армију генерала Шарла Бурбакија на повлачење према шпанској граници. Од 1871. до 1873. године командовао је немачком окупационом армијом у Француској.